# Sarcophaga zuluensis
Sarcophaga zuluensis är en tvåvingeart som beskrevs av Zumpt 1950. Sarcophaga zuluensis ingår i släktet Sarcophaga och familjen köttflugor. Inga underarter finns listade i Catalogue of Life.